# Іфігенія (корвет, 1834)
«Іфіге́нія» (рос. дореф. Инфигенія) — 22-гарматний корвет Чорноморського флоту Російської імперії. Названий на честь доньки давньогрецького царя Аргоса Агамемнона Іфігенії.

## Опис
Вітрильний 22-гарматний корвет. Довжина корабля становила 36,8 метра по гондеку, за кілем — 33,55 метра, ширина — 10,6 метра з обшивкою, без — 9,96 метра, швидкість ходу — 8 вузлів. Екіпаж складав 180 осіб із додатковою можливістю перевезення десанту в кількості ще 140 осіб.
На корветі вперше використовувалися нові пристрої гарматних прицілів і замків, які пригвинчувалися разом із звичайними замками одним і тим же гвинтом, так що замок з кременем розташовувався праворуч, а пістонний ліворуч припливу. Знаряддя також були забезпечені конгрівовими цілями, що підвищило точність вогню.
Корабель названо на честь доньки давньогрецького царя Аргоса Агамемнона Іфігенії, призначеної батьком в жертву богині Артеміді для успіху походу на Трою.

## Історія
Закладений у Миколаєві на стапелі Миколаївського адміралтейства 6 вересня 1833 року. Головний будівник — капітан корпусу корабельних інженерів В. Г. Апостолі, рангоут проєктувався К. І. Істоміним. Після спуску на воду 30 травня 1834 року увійшов до складу Чорноморського флоту Російської імперії.
У 1835 і 1839 роках перебував у розпорядженні розпорядження російського посольства в Греції. У 1836 році кілювався. Перебуваючи за кордоном, у 1835 році в Піреї виграв перегони в англійського фрегата «Портленд», на які був викликаний його капітаном. У 1839 році здійснював плавання в Ліворно.

### Кавказька війна
Протягом 1836—1838 та 1840—1847 років у складі ескадр і загонів брав участь в операціях біля берегів Кавказу.
У складі ескадри С. А. Есмонта з чотирьох фрегатів, корвету, двох бригів, двох шхун, двох транспортів і шести зафрахтованих купецьких судів брав участь у проведення десантної операції на мисі Адлер у червні 1837 року.
Призначений для висадки загін чисельністю 3754 людини був прикріплений до Сухум-Кале і знаходився під командуванням командира Окремого Кавказького корпусу генерал-ад'ютанта Г. В. Розена. Крім того, в десанті був задіяний і Сводний морський батальон в кількості 445 осіб, яким командував капітан-лейтенант К. С. Кутров.
2 червня 1837 року ескадра висунулася з Сухум-Кале, а 7 червня вишикувалася в бойовий порядок в 250 саженях (533 метри) від берегів Адлеру. Для транспортування десантного загону до берега було задіяно 41 човен, під час спуску яких на воду і подальшого розподілу по них десантних військ, як пише у звіті Г. В. Розен, по ворожих позиціях було відкрито щільний артилерійський вогонь. За твердженнями Розена, бомбардування окопів кавказців змусили їх залишити свої позиції і відступити в ліс.
У 1838 році у складі ескадри контрадмірала С. П. Хрущова корабель брав участь у висадці десантів, які заснували Тенгінське укріплення в гирлі річки Шапсухо. 9 липня ескадра, до числа якої входили лінійні кораблі «Султан Махмуд», «Пам'ять Євстафія», «Силістрія», «Адріанополь», «Імператриця Катерина II», «Чесма» та «Іоан Золотоуст», фрегати «Агатополь», «Браїлів» та «Штандарт», корвет «Іфігенія», шхуни «Гонець» та «Кур'єр», люгер «Геленджик», тендер «Соловей», транспорт «Чапман», пароплави «Північна зірка», «Громоносець» і «Колхіда», прийнявши війська, розташовані в гирлі річки Туапсе, відійшла до приустьєвої долини при річці Шапсухо.
10 липня ескадра підійшла до гирла річки і о 10 годині ранку вишикувалася в бойовий порядок. У цьому десанті, для додаткової артилерійської підтримки загону, що висаджувався, були задіяні і човни азовських козаків, якими командував флігель-ад'ютант принц Гогенлое Вальденбург.
За хоробрість, виявлену під час висадки десанту на річці Шапсухо, командира корвету, П. М. Юхаріна, нагороджено орденом Святого Володимира IV ступеня з бантом. Протягом 1839 року знаходився в розпорядженні грецької місії в Архіпелазі, а вже 10 і 22 травня 1840 року в складі ескадри віцеадмірала М. П. Лазарєва знову брав участь у Кавказькій війні, висаджуючи десанти для взяття Вельямінівського і Лазарєвського фортів, раніше захоплених кавказцями.
З червня по серпень 1842 року з кадетами на борту перебував у практичному плаванні Чорним морем. У 1843 році здійснював плавання між портами Чорного моря.
У 1848 році відрахований до порту.

## Командири
- Є. В. Путятін (1834—1836);
- П. М. Юхарін (1837—1840);
- П. І. Касторф (1841—1845);
- М. І. Ставракі (1846—1847).